# Beverly Hills Chihuahua 3: Viva La Fiesta!
Beverly Hills Chihuahua 3: Viva La Fiesta! è un film del 2012 diretto da Lev L. Spiro. 
Il film, prodotto dalla Walt Disney Pictures, parla del rapporto tra un cane Chihuahua, Papi, e i suoi cuccioli.
Questo è il terzo film uscito dopo Beverly Hills Chihuahua diretto da Raja Gosnell uscito del 2008 e Beverly Hills Chihuahua 2 uscito nel 2011.

## Trama
Rachel e Sam, oramai sposati da un anno, vivono in una casa alle dipendenze della zia Viv, insieme ai due genitori chihuahua, Papi e Chloe, con i loro cinque cuccioli e il fratello adottivo di Papi, Pedro. Ora, indipendenti dalla zia, andranno a vivere e lavorare presso un hotel di lusso a Beverly Hills, rispettivamente Sam giardiniere e Rachel cuoca. I problemi della famiglia allargata iniziano quando la più piccola della cucciolata di Papi, Rosa, inizia a sentirsi inadeguata e toccherà a Papi riuscire a sistemare le cose. All'hotel, inoltre, c'è un'istitutrice di cani corrotta, Jenny, ragazza amichevole quanto perfida, che non dà stabilità all'hotel per via dei suoi sporchi accordi; anche il cane di lei, Oscar, è in accordo con lei contro i cani che lui stesso istruisce. Il proprietario dell'hotel non vede di buon occhio Sam, e così pure il capocuoco di Rachel. Intanto Pedro incontra una bella cagnolina samoiedo, Charlotte, e se ne innamora, ma tutto ciò è contrastato, anche da parte della sua padrona in villeggiatura. Rosa, però, convinta di non essere niente, salva involontariamente Charlotte, che stava affogando in una piscina, facendole conquistare il cuore di Pedro. Quando rischiano di essere rapiti da Oscar scappano, ma devastano tutto il giardino e la cucina, facendo arrabbiare il proprietario e lo chef con Sam e Rachel, che vengono licenziati. Ora Papi e Chloe vogliono andarsene delusi, ma scoprono che uno dei cuccioli è stato rapito da Jenny ed Oscar, e si mettono alla sua ricerca per salvarla, ma Rosa si salva da sola atterrando Oscar e Papi, vedendo che Jenny controllava le auto illegalmente, la fa smascherare buttandola in una fossa di burro d'arachidi. Poi, insieme, mettono a posto e ridecorano tutto il giardino e la cucina, e così il proprietario e lo chef si scusano con Rachel e Sam, li riammettono e gli fanno firmare il contratto a tempo indeterminato: Rachel e Sam vivranno felici nell'hotel-casa definitivamente, ora che Rachel è incinta. Jenny viene arrestata, mentre Oscar viene rinchiuso in un canile, sorvegliato dal cane poliziotto Delgado e dai suoi figli, ora che da un anno vivono insieme a Beverly Hills. Rosa, per il suo coraggio, riceve una festa-quinceanera in suo onore e non si sentirà più inadeguata, mentre Papi diventa il nuovo istruttore dei cani e Pedro e Charlotte si fidanzano: Charlotte rimane incinta e la sua padrona cambia opinione, decidendo di restare felice all'hotel.